# EgyptSat–2
EgyptSat–2 a második egyiptomi Föld megfigyelő műhold.

## Küldetés
Egyiptom területének (a környéki katonai területeknek) gazdasági, erdészeti, mezőgazdasági, halászati, vízrajzi, térképészeti vizsgálata.

## Jellemzői
Az 559GK platformot felhasználva építette az RKK Enyergija, az OAO Peleng és a NIRUP Geoinformatsionnye Sistemy. A képzés, a technológiák átadása, a tervezés, gyártás, összeszerelés, az integráció, tesztek, felkészülés, a bevezetése valamint az üzemeltetés a Nemzeti Hatóság Távérzékelési és Space Sciences (NARSS – National Authority for Remote Sensing and Space Sciences) szervezettel közösen történt.
Megnevezései: MisrSat 2; COSPAR: 2014-021A; SATCAT kódja: 39678.
2014. április 16-án a  bajkonuri űrrepülőtérről, az LC–31/6 (LC–Launch Complex) jelű indítóállványról  egy Szojuz–U típusú hordozórakétával juttatták alacsony Föld körüli pályára (LEO = Low-Earth Orbit). Az orbitális egység pályája 96,05 perces, 51.6° hajlásszögű, elliptikus pálya perigeuma 436 kilométer, az apogeuma 703 kilométer volt.
Az EgyptSat–1, az EgyptSat–2 és a DesertSat (indul 2017-ben) hármas egységgel kívánnak teljes képet kapni az egyiptomi (és egyéb katonailag érdekes) területekről. Az első két program érdekében mintegy 100 mérnököt, technikust képeztek ki a műhold vezérlésére és a földi állomások kezelésére.
Formája egy hatszögletű oszlop. Tömege 1050 kilogramm. Tervezett szolgálati idő 11 év. Műszerezettsége egy infravörös kamera. Telemetriai adó vevő egysége mellett egy nagy felbontású multispektrális képalkotó és tároló egység. Képei pankromatikus és multispektrális módon készültek. Az űreszközhöz napelemeket rögzítettek (3 kW), éjszakai (földárnyék) energia ellátását újratölthető nikkel–hidrogén akkumulátorok biztosították. Forgásstabilitását, pozícióját Xe (xenon) plazma motorral biztosították.